# Łeonid Mołczanowski
Łeonid Serafymowycz Mołczanowski, ukr. Леонід Серафимович Молчановський, ros. Леонид Серафимович Молчановский, Leonid Sierafimowicz Mołczanowski (ur. 9 grudnia 1913 w Dubno, Imperium Rosyjskie, zm. 19 lipca 1995 w Równem) – rosyjski, polski i ukraiński piłkarz, grający na pozycji napastnika, trener piłkarski.

## Kariera piłkarska
Rozpoczął karierę piłkarską w klubie Sokół Dubno. Równoległe bronił barw najpierw Pogoni Równe, a potem PKS Łuck, jadąc rowerem do Łucka na treningi i mecze. W 1937 przeszedł do Bałtyku Gdynia. W 1937 został zaproszony również do polskiej reprezentacji robotniczej i strzelił wiele goli dla niej. Mówili, że w 1937 roku Mołczanowski strzelił w różnych grach ponad 400 goli.
W 1940 powraca do Sokoła Dubno. W 1941 roku został zaproszony z Sokoła na mecz towarzyski Spartak Równe - Dynamo Kijów, który zakończył się remisem 3:3. W tym meczu strzelił gola i asystował przy innym.
W 1944 roku został powołany do armii sowieckiej i skierowany do Baszkirii. W 1946 roku powrócił do domu i kontynuował karierę jako piłkarz oraz trener drużyn piłkarskiej z Równa, najpierw Łokomotywu, a od 1953 Dynama.

## Kariera trenerska
Po zakończeniu kariery piłkarza rozpoczął pracę szkoleniowca. W 1956 był jednym z organizatorów i został pierwszym trenerem klubu Kołhospnyk Równe. W latach 50.-70. XX wieku pracował w Szkole Sportowej w Równem. Spośród jego wychowanków wiele znanych piłkarzy, m.in. Wołodymyr Dudarenko, Ołeksandr Wasin, Iwan Markewycz, Tibor Popowycz, Jewhen Snitko, Taras Prymak, Wołodymyr Todorow, Wołodymyr Poliszczuk, Wołodymyr Popelnycki, Wołodymyr Marczuk.
W 1995 zmarł w Równem w wieku 82 lat.